# Ernest Simpson

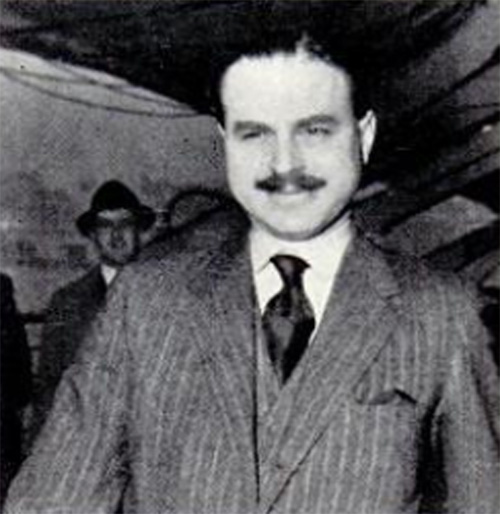
Ernest Simpson im Jahr 1937

Ernest Aldrich Simpson (* 6. Mai 1897 in New York City, U.S.A.; † 30. November 1958 in London, England) war ein US-amerikanisch-britischer Schiffsmakler, der als zweiter Ehemann von Wallis Simpson, der späteren Ehefrau von König Edward VIII., bekannt wurde. Er wurde in Amerika geboren und diente als Offizier bei den Coldstream Guards. Nach seinem Militärdienst trat er in das Familienunternehmen Simpson Spence & Young (SSY) ein und arbeitete dort als Schiffsmakler.

## Hintergrund
Ernest Aldrich Simpson wurde in New York City geboren und besuchte die The Hill School, bevor er an der Harvard University studierte. Im Ersten Weltkrieg diente er als Hauptmann bei den Coldstream Guards. Sein Vater, Ernest Louis Simpson, war Mitbegründer der internationalen Schiffsmaklerfirma Simpson, Spence & Young. Seine Mutter, Charlotte Woodward Gaines, war eine US-Amerikanerin.
Simpson wurde während des Krieges britischer Staatsbürger und gab seine US-amerikanische Staatsbürgerschaft auf. In seiner Jugend wurde er als groß, blauäugig, mit blondem lockigem Haar, einem gepflegten blonden Schnurrbart und einem anspruchsvollen Kleidungsstil beschrieben.

## Erste Ehe
Ernest Simpson heiratete am 22. Februar 1923 in New York City seine erste Frau Dorothea Dechert. Sie war zuvor mit James Flanagan Dechert verheiratet, einem Absolventen der Princeton University. Die Ehe zwischen Dorothea und Ernest Simpson endete 1928 mit einer Scheidung. Dorothea wurde als Dorothea Webb Parsons geboren und war die Tochter von Arthur Webb Parsons, einem Rechtsanwalt, und Frances Margaret Graves.
Ernest und Dorothea hatten eine gemeinsame Tochter namens Audrey C. C. Simpson, die im Jahr 1924 geboren wurde. Audrey heiratete zunächst am 5. Oktober 1945 den amerikanischen Journalisten Murray Rossant und später am 1. April 1949 den New Yorker Werbefachmann Edmund Hope Driggs III. Audrey Simpson Driggs verstarb am 2. November 2013 in Calgary, Kanada.
Aus der Ehe mit Dorothea hatte Simpson auch eine Stieftochter namens Cynthia Josephine Dechert, geboren 1916.

## Zweite Ehe
Wallis Warfield Spencer (1896–1986) war die zweite Ehefrau von Simpson. Sie wurde in Blue Ridge Summit, Franklin County (Pennsylvania), geboren und war die ehemalige Ehefrau von Earl Winfield Spencer Jr. sowie das einzige Kind von Teackle Wallis Warfield. Simpson und Warfield heirateten am 21. Juli 1928 in London, England, und ließen sich am 3. Mai 1937 scheiden. Nach ihrer Scheidung heiratete Warfield den Herzog von Windsor, was zu einer gewissen Bekanntheit führte. Simpson wurde dadurch in den Medien oft als „vergessener Mann“ bezeichnet. Trotzdem blieben sie befreundet und unterstützten sich gegenseitig. Die Herzogin von Windsor schickte Simpson sogar Blumen während eines Krankenhausaufenthalts, und Simpson half der Herzogin bei ihren Memoiren, indem er Ratschläge und Erklärungen gab.

## Dritte Ehe

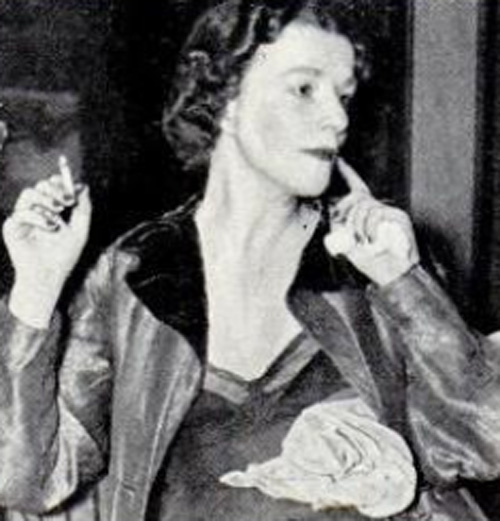
Mary Kirk Raffray, 1937

Mary Raffray war die dritte Ehefrau von Ernest Simpson. Sie war die Tochter von Henry Child Kirk, dem Inhaber der Kirk Silversmith Co. in Baltimore, Maryland, und Edith Huntemuller. Mary war eine enge Freundin von Wallis Simpson und spielte eine Rolle bei deren erster Hochzeit. Sie stellte Wallis 1925 Ernest Simpson vor. Mary war auch die „andere Frau“, mit der Ernest Simpson eine Hotelsuite teilte, um seiner Frau Wallis den Beweis für Ehebruch zu liefern, damit sie die Scheidung einreichen konnte.
Nach der Scheidung von Ernest und Wallis heirateten Mary und Ernest am 19. November 1937. Mary war zuvor mit Jacques Raffray verheiratet gewesen, von dem sie sich drei Wochen vor der Hochzeit mit Ernest hatte scheiden lassen. Mary und Ernest hatten einen Sohn namens Ernest Henry Child Simpson, der 1939 geboren wurde. Während des Zweiten Weltkriegs schickten die Simpsons ihren Sohn aus Sicherheitsgründen in die Vereinigten Staaten, kehrten aber einen Monat vor Marys Tod nach England zurück.
Mary Simpson starb am 2. Oktober 1941 an Krebs im Haus des Paares in Stanton House, Stanton Fitzwarren, Wiltshire. Ihr Sohn änderte später seinen Namen in Aharon Solomons und trat in die israelische Armee ein.

## Vierte Ehe
Simpsons vierte Frau war Avril Leveson-Gower (geborene Avril Joy Mullens, 1910 – 28. November 1978). Sie war zuvor mit Brigadegeneral Hugh Nugent Leveson-Gower und Prinz George Imeretinsky verheiratet. Avril war die jüngere Tochter von Sir John Ashley Mullens und Evelyne Maude Adamson. Simpson und Avril Leveson-Gower heirateten am 12. August 1948 in London. Aus dieser Ehe hatte Simpson eine Stieftochter namens Lucinda Gaye Leveson-Gower, die 1935 geboren wurde und 1955 Sir Spencer Le Marchant heiratete. Tragischerweise verstarb Avril Simpson 1978 bei einem Autounfall in Mexiko.

## Tod
Simpson starb am 30. November 1958 in London im Alter von 61 Jahren an Kehlkopfkrebs.

## In der Populärkultur
Die verschiedenen Darsteller des Charakters wurden in verschiedenen Filmen und Serien dargestellt, die sich mit der Beziehung zwischen Edward VIII. und Wallis Simpson beschäftigen. Charles Keating spielte ihn in Edward & Mrs. Simpson (1978), Tom Wilkinson in König ihres Herzens (1988), Anthony Smee in Bertie and Elizabeth (2002), David Westhead in Wallis & Edward (2005) und David Harbour in W.E. (2011), einem romantischen Drama von Madonna.